# Der Zementgarten (1993)
Der Zementgarten (The Cement Garden) ist ein britisch-französisch-deutsches Filmdrama aus dem Jahr 1993. Regie führte Andrew Birkin, der das Drehbuch nach dem Roman Der Zementgarten von Ian McEwan schrieb.

## Handlung
Eine Familie lebt am Rande einer britischen Großstadt in einer öden Gegend. Der Vater betoniert den Garten des einsam stehenden Hauses und macht das Familienheim damit noch unwohnlicher. Nach seinem plötzlichen Herztod eröffnet die sich krank fühlende Mutter für ihre Kinder Jack, Julie, Sue und Tom ein Bankkonto, damit diese in einem Notfall Geld abheben können. Noch bevor sie in ein Krankenhaus gehen kann, stirbt sie. Die beiden Teenager Jack und Julie beschließen, den Tod der Mutter zu verheimlichen. Damit die Kinder nicht ins Heim kommen, legen sie ihre tote Mutter im Keller des Hauses in einen umgekippten Schrank und gießen Beton darüber. Die jüngeren Kinder verarbeiten den Verlust der Eltern auf unterschiedliche Weise: Tom trägt Mädchenkleidung, Sue zieht sich zurück und vertraut sich nur noch ihrem Tagebuch an. Jack und Julie übernehmen die Elternrolle im Haushalt und beginnen eine inzestuöse Beziehung. Julies eigentlicher Freund Derek enthüllt die Geheimnisse der Familie gegenüber der Polizei.

## Kritiken
„Eine düstere Geschichte um Pubertät und Geschwisterliebe, Inzest und Tod. Anfangs eher sprunghaft inszeniert, gewinnt der Film in der Folge durch die einfühlsame Darstellung und aussagekräftige Bilder.“

## Hintergründe
Die weibliche Hauptrolle Julie spielte Charlotte Gainsbourg, die Nichte von Andrew Birkin.

## Auszeichnungen
- 1993 erhielt Andrew Birkin beim Berliner Film Festival den Preis für die Beste Regie für diesen Film.[2]